# Lexus RX
O RX é utilitário esportivo compacto da Lexus, que foi teve vendas iniciadas em 1998, por meio do lançamento da versão RX300.
Em 2013, o modelo "RX" representava quase 40% (quarenta por cento) das vendas da Lexus.
Em setembro de 2005, foi lançada a versão RX400h que era um automóvel híbrido equipado com transmissão continuamente variável (Câmbio CVT).
A versão RX450h também é um automóvel híbrido equipado com transmissão continuamente variável (Câmbio CVT).

## Galeria
- Primeira geração (1998-2003)
- Segunda geração (2003-2009)
- Terceira geração (2008-2015)
- Quarta geração (2016-presente)